# プレイヤー (ゲーム)
プレイヤーとは、ゲームの参加者のことである。プレイヤーという言葉は、通常のレクリエーションにおいても、同じ意味で使われている。 
通常、ゲーム内には少なくとも2人のプレイヤーが存在するが、1人用のゲームが存在する（カードゲーム「ソリティア」や多くのコンピュータゲームなど）。 
プレイヤーになるためには、ゲームのルールや制約を自発的に受け入れなければならない。 

## 競技でのプレイヤー
ほとんどのゲームでは、最高のパフォーマンスを行った一人のプレイヤー（またはチーム）が勝者と呼ばれる。多人数参加型ゲームの中には複数の勝者がいる場合もあるが、西洋の社会では、通常、一人のプレイヤー（またはチーム）が「1位」、またはその中で最高のプレイヤーとみなされ、単独での「1位」を確保するために決着をつける構造が一般的に使用されている。しかし、これは世界中でそうとは言えず、例えば日本で同点の場合に双方の勝ちとみなされることがある。また、ゲームによっては、複数の採点手段や勝利条件を用いているものもある。そのようなゲームでは、2人以上のプレイヤーやチームが同時に勝利することもあり、ゲームによっては双方の勝利または単に引き分けとしてカウントされることもある。 
チームの選手の中で、コンテストで最高のプレーをしている人が最優秀選手（プレイヤー）とみなされたり、シリーズやシーズンにわたって、「プレイヤー・オブ・ザ」をつけて、その期間での最優秀選手とみなされることがある。試合の最優秀選手、週間最優秀選手、月間最優秀選手、年間最優秀選手、あるいは世紀の最優秀選手として識別されることがある。 